# Diadocidia fissa
Diadocidia fissa is een muggensoort uit de familie van de Diadocidiidae. De wetenschappelijke naam van de soort is voor het eerst geldig gepubliceerd in 1994 door Zaitzev.